# Lenin Preciado
Lenin Fernando Preciado Alvarado (ur. 23 sierpnia 1993) – ekwadorski judoka. Dwukrotny olimpijczyk. Zajął siedemnaste miejsce w Rio de Janeiro 2016 i Tokio 2020. Walczył w wadze ekstralekkiej.
Uczestnik mistrzostw świata w 2013, 2014, 2015, 2017, 2018, 2019, 2021, 2023 i 2024. Startował w Pucharze Świata w latach 2012–2016, 2018, 2019, 2022, 2023 i 2024. Triumfator igrzysk panamerykańskich w 2015; drugi w 2019. Wygrał igrzyska Ameryki Południowej w 2018 i drugi w 2022. Zdobył dziewięć medali na mistrzostwach panamerykańskich w latach 2014-2025. Wicemistrz Ameryki Południowej w 2011. Wygrał Igrzyska boliwaryjskie w 2017 i trzeci w 2013 roku.

## Letnie Igrzyska Olimpijskie 2016
| Konkurencja | Eliminacje                 | Klas. końcowa |
| Konkurencja | Przeciwnik I               | Miejsce       |
| ----------- | -------------------------- | ------------- |
| 60 kg       | Ludovic Chammartin (SUI) P | 17.           |

## Letnie Igrzyska Olimpijskie 2020
| Konkurencja | Eliminacje               | Klas. końcowa |
| Konkurencja | Przeciwnik I             | Miejsce       |
| ----------- | ------------------------ | ------------- |
| 60 kg       | Janisław Gerczew (BGR) P | 17.           |